# Куп Београда у рагбију
Куп Београда у рагбју или Куп ослобођења Београда у рагбију је прво рагби такмичење на простору СФР Југославије у организацији Рагби одбора Београда. Играло се од 1954. до 1964. године. Куп Београда био је најзначајније рагби такмичење у земљи све до првог Првенства Југославије 1957. године.

## Историја
Рагби у СФР Југославији почео је да се развија захваљујући Драгану Маршићевићу, тадашњем секретару Савеза Спортова Југославије. Он је наиме, успоставио контакт са Француском Рагби 13 федерацијом. Као плод те сарадње 26. септембра 1953. године у Београду на стадиону ЈНА одиграна је промотивна утакмица измедју две француске екипе – "Медитеран Прованса" и "Студентске репрезентације Француске“. Поред утакмице одигране у Београду рагби је промовисан и у Новом Саду, Загребу, Суботици и Љубљани. Одмах затим на иницијативу Маршичевића, Владимира Марковића, Звонка Бедениковића, Берислава Станојловића одржана је 01. новембра 1953. године у Београду оснивачка Скупштина Рагби клуба Партизан.
Након Партизана, почели су да ничу и други клубови. У Београду је основан Раднички, а затим Слобода, Југославија, Црвена звезда и Авала. Змај и Наша Крила основани су у Земуну, Јединство и Утва у Панчеву, а у Сомбору Раднички.
Рагби одбор Београда основан је 1954. године. Већ од првих дана ово удружење имало је велики значај за развој рагбија у Београду, а и шире. У организацији Рагби одбора Београда, одржано је и прво званично рагби такмичење у СФР Југославији. Био је то Куп ослобођења Београда, који је све до првог Првенства Југославије 1957. године, био најзначајније рагби такмичење у земљи. Ово такмичење играно је све до 1964. године, када је престало да се игра јер су се многи клубови угасили због промене система такмичења. Наиме до 1963. играна је Рагби лига, а након тога играла се Рагби унија.

## Освајачи Купа Београда у рагбију
| 1954. | Партизан Београд  |
| 1955. | Партизан Београд  |
| 1956. | Јединство Панчево |
| 1957. | Јединство Панчево |
| 1958. | Јединство Панчево |
| 1959. | Партизан Београд  |
| 1960. | Змај Земун        |
| 1961. | Партизан Београд  |
| 1962. | Змај Земун        |
| 1963. | Јединство Панчево |
| 1964. | Змај Земун        |

## Успешност клубова
| Клуб                         | Победник | Година (првак)          |
| ---------------------------- | -------- | ----------------------- |
| Рагби клуб Партизан Београд  | 4        | 1954, 1955, 1959, 1961. |
| Рагби клуб Јединство Панчево | 4        | 1956, 1957, 1958, 1963. |
| Рагби клуб Змај Земун        | 3        | 1960, 1962, 1964.       |